# Piotr Bielin
Piotr Wasiliewicz Bielin, ros. Петр Васильевич Белин (ur. w 1897, zm. 31 lipca 1977 w Madrycie) – rosyjski wojskowy (kapitan), emigracyjny działacz wojskowy, zastępca dowódcy oddziału rosyjskiego w składzie Tercio "Donna Maria de Molina" podczas wojny domowej w Hiszpanii, a następnie oficer  Włoskiego Korpusu Ekspedycyjnego w Rosji.
W 1916 r. ukończył michajłowską szkołę artyleryjską. Brał udział w I wojnie światowej, a następnie wojnie domowej z bolszewikami. Uczestniczył w 1 Marszu Kubańskim (Lodowym). Służył w 2 Brygadzie Artylerii. We wrześniu 1919 r. awansował do stopnia porucznika. W 1920 r. na Krymie był oficerem 6 Baterii Korniłowskiej Brygady Artylerii. Doszedł do stopnia kapitana. W połowie listopada tego roku wraz z wojskami Białych ewakuował się do Gallipoli. Na emigracji zamieszkał w Bułgarii. Jesienią 1925 r. znajdował się formalnie w szeregach Korniłowskiego Dywizjonu Artylerii. Następnie przeniósł się do Paryża, gdzie pracował jako inżynier. W 1934 r. został członkiem Stowarzyszenia Gallipojczyków. Po wybuchu wojny domowej w Hiszpanii w lipcu 1936 r., wstąpił ochotniczo do wojsk gen. Francisco Franco.  Otrzymał stopień porucznika. Objął funkcję zastępcy dowódcy oddziału rosyjskiego w składzie Tercio "Donna Maria de Molina". Po zakończeniu wojny zamieszkał we Włoszech. Po ataku wojsk niemieckich na ZSRR 22 czerwca 1941 r., wstąpił do armii włoskiej. W stopniu porucznika służył we Włoskim Korpusie Ekspedycyjnym (CSIR) na froncie wschodnim. Po zakończeniu wojny przedostał się do Hiszpanii. Pracował jako inżynier. Następnie podjął pracę w hiszpańskim radiu państwowym. Działał w hiszpańskim oddziale Rosyjskiego Związku Ogólnorosyjskiego (ROWS). Był przedstawicielem emigracyjnego pisma historyczno-publicystycznego "Czasowoj".